# Cầu Đất
Cầu Đất là một phường cũ từng thuộc quận Ngô Quyền, thành phố Hải Phòng, Việt Nam.

## Địa lý
Phường Cầu Đất nằm ở phía tây quận Ngô Quyền, có vị trí địa lý:
- Phía đông giáp phường Gia Viên và phường Máy Tơ
- Phía tây giáp quận Lê Chân
- Phía nam giáp phường Lê Lợi
- Phía bắc giáp quận Hồng Bàng.

Phường Cầu Đất có diện tích 0,43 km², dân số năm 2022 là 15.016 người, mật độ dân số đạt 34.920 người/km².

## Lịch sử
Ngày 15 tháng 1 năm 1981, UBND TP. Hải Phòng ban hành Quyết định số 83/QĐ-UBND về việc thành lập phường Cầu Đất và phường Lương Khánh Thiện thuộc quận Ngô Quyền.
Trước khi sáp nhập, phường Cầu Đất có diện tích 0,14 km², dân số là 5.632 người, mật độ dân số đạt 40.229 người/km². Phường Lương Khánh Thiện có diện tích 0,29 km², dân số là 5.581 người, mật độ dân số đạt 19.245 người/km².
Ngày 10 tháng 1 năm 2020, Ủy ban Thường vụ Quốc hội ban hành Nghị quyết số 872/NQ-UBTVQH14 về việc sắp xếp các đơn vị hành chính cấp xã thuộc thành phố Hải Phòng (nghị quyết có hiệu lực từ ngày 1 tháng 2 năm 2020). Theo đó, sáp nhập toàn bộ 0,29 km² diện tích tự nhiên và 5.581 người của phường Lương Khánh Thiện vào phường Cầu Đất.
Sau khi sáp nhập, phường Cầu Đất có 0,43 km² diện tích tự nhiên và quy mô dân số 11.213 người.
Ngày 20 tháng 7 năm 2022, HĐND TP. Hải Phòng ban hành Nghị quyết số 26/NQ-HĐND về việc:
- Thành lập tổ dân phố số 1 trên cơ sở 3 tổ dân phố: số 1, số 3, số 5 (Lương Khánh Thiện cũ).
- Thành lập tổ dân phố số 2 trên cơ sở 4 tổ dân phố: số 2, số 4, số 11, số 13 (Lương Khánh Thiện cũ).
- Thành lập tổ dân phố số 3 trên cơ sở 3 tổ dân phố: số 6, số 8, số 15 (Lương Khánh Thiện cũ).
- Thành lập tổ dân phố số 4 trên cơ sở 3 tổ dân phố: số 10, số 12, số 14 (Lương Khánh Thiện cũ) và một phần của tổ dân phố số 10 (Cầu Đất cũ).
- Thành lập tổ dân phố số 5 trên cơ sở 3 tổ dân phố: số 1, số 2, số 5 (Cầu Đất cũ), một phần của tổ dân phố số 3, một phần của tổ dân phố số 4, một phần của tổ dân phố số 6 (Cầu Đất cũ).
- Thành lập tổ dân phố số 6 trên cơ sở 2 tổ dân phố: số 7, số 8 (Cầu Đất cũ), một phần của tổ dân phố số 3, một phần của tổ dân phố số 4, một phần của tổ dân phố số 6 (Cầu Đất cũ).
- Thành lập tổ dân phố số 7 trên cơ sở 3 tổ dân phố: số 7, số 9 (Lương Khánh Thiện cũ), số 9 (Cầu Đất cũ), một phần của tổ dân phố số 10, một phần của tổ dân phố số 11 (Cầu Đất cũ).
- Thành lập tổ dân phố số 8 trên cơ sở 3 tổ dân phố: số 12, số 13, số 14 (Cầu Đất cũ) và một phần của tổ dân phố số 11 (Cầu Đất cũ).

Ngày 16 tháng 6 năm 2025, Ủy ban Thường vụ Quốc hội ban hành nghị quyết sắp xếp đơn vị hành chính cấp xã của thành phố Hải Phòng năm 2025. Theo đó:
- Một phần diện tích tự nhiên, quy mô dân số của phường Cầu Đất được sắp xếp cùng toàn bộ diện tích tự nhiên, quy mô dân số của phường Đằng Giang, một phần diện tích tự nhiên, quy mô dân số của phường Lạch Tray, phường Gia Viên, phường Đông Khê thành phường mới có tên gọi là phường Gia Viên.
- Phần còn lại của phường Cầu Đất được sắp xếp cùng toàn bộ diện tích tự nhiên, quy mô dân số của các phường Hàng Kênh, Dư Hàng Kênh, Kênh Dương, một phần diện tích tự nhiên, quy mô dân số của các phường An Biên, Trần Nguyên Hãn, Vĩnh Niệm, phường Lạch Tray thành phường mới có tên gọi là phường Lê Chân.[2]